# Normanby River
Der Normanby River ist ein Fluss in der Region Far North Queensland auf der Kap-York-Halbinsel im Norden des australischen Bundesstaates Queensland.

## Name
Der Fluss wurde nach dem Marquess of Normanby, der zwischen 1871 und 1874 Gouverneur von Queensland war, benannt.

## Geografie

### Flusslauf
Der Fluss entsteht etwa fünf Kilometer westlich des Mount Macdonald und rund 50 Kilometer südwestlich von Cooktown am Zusammenfluss des East Normanby River mit dem West Normanby River. Er fließt an der Grenze der feuchten Tropen zunächst nach Norden, unterquert den Mulligan Highway und folgt der ‚’Battle Camp Range’’ an seiner Ostseite. Östlich der Siedlung Battle Camp wendet er seinen Lauf nach Westen und tritt in den Lakefield-Nationalpark ein. Kurz nach dem Zufluss des Laura Rivers biegt er nach Norden ab, durchquert den Nationalpark und mündet rund 25 Kilometer östlich von Aloszville (wo der North Kennedy River mündet) in die Princess Charlotte Bay und damit in das Korallenmeer.

### Nebenflüsse mit Mündungshöhen
Der Normanby River hat folgende Nebenflüsse:
- East Normanby River – 125 m
- West Normanby River – 125 m
- Banana Creek – 122 m
- Deep Creek – 118 m
- Nigger Creek – 115 m
- Beardmore Creek – 104 m
- Troopers Creek – 97 m
- Puckey Creek – 92 m
- Clayhole Creek – 90 m
- Trap Creek – 88 m
- Bull Creek – 86 m
- Bridge Creek – 79 m
- Battle Camp Creek – 78 m
- Cabbage Tree Creek (Welcome Creek) – 62 m
- Brown Creek – 61 m
- Laura River – 58 m
- Jack River – 33 m
- Kennedy River – 26 m

## Hydrologie
Der Normanby River ist vermutlich der wasserreichste Fluss, der an der Ostküste Australiens mündet. Von allen Flüssen Australiens steht er im Wasserreichtum an dritter Stelle, wenn er auch nur weniger als halb so viel Wasser führt wie der Murray River oder der Mitchell River. Die Wasserstandsdaten allerdings sind dünn gesät; nur weniger als ein Drittel des Einzugsgebietes wurde je gemessen. Der Normanby River ist der größte Fluss, der hinter dem Great Barrier Reef mündet, und so wurden fast alle Daten über Wasserstände und Hydrologie seines Einzugsbereiches zum Zwecke des Riffschutzes erhoben und nicht als Selbstzweck.
Die Tatsache, dass der Normanby River und seine Nebenflüsse nicht reguliert sind, führte dazu, dass das Flusssystem der australischen Regierung als Modell für den ursprünglichen Zustand der Flüsse weiter südlich galt.

## Landwirtschaft
Das Becken des Normanby River dient fast vollständig als Weidegrund für die Rinderzucht in großen Zuchtbetrieben, die hauptsächlich von den Aborigines betrieben werden. Die Viehdichte ist sehr gering und so sind es auch die Pachten. Die Böden – hauptsächlich alte, lateritische Orthente – sind zum Anbau von Zuckerrohr – dem wichtigsten Agrarprodukt in den Tropen Australiens – völlig ungeeignet.

## Landesnatur und Tourismus
Die wichtigste Attraktion im Einzugsgebiet des Normanby River ist der Lakefield-Nationalpark, der ganze 20 % des Einzugsgebietes bedeckt. In der Regenzeit von November bis Mai ist er vollkommen unpassierbar. Der Park schützt große Feuchtgebiete mit vielen Fischarten. In der Nähe seiner Mündung ist die Fließgeschwindigkeit des Flusses sehr gering und er bildet ein großes Delta, das auch in der Trockenzeit fast unzugänglich ist, da es keine Straßen gibt, nicht einmal unbefestigte. Das Land ist jedoch in der Trockenzeit so trocken, dass keine tropischen Regenwälder wachsen können.